# Флауэр, Гарриет
Гарриет Флауэр (англ. Harriet I. (Isabel) Flower; род. 1960, Базель) — антиковед. Доктор философии (1993), именной профессор Принстона, мастер (глава) его Mathey College (с 2010). Лауреат премии Гудвина (2019).
Окончила Оксфорд (Университетский колледж, 1983), где изучала античную и классическую литературу. Докторскую степень по античной истории получила в Пенсильванском университете под началом R. E. A. Palmer. C 1994 преподавала в колледже Франклина и Маршалла (г. Ланкастер, Пенсильвания), пока в 2003 не перешла в Принстон, где ныне именной профессор (Andrew Fleming West Professor) классики (антиковедения). С 2010 мастер (глава) тамошнего Mathey College. Читает курсы по римской истории и латинской литературе.
В исследованиях в последние годы сосредоточилась на республиканском периоде Древнего Рима.
Замужем, супруг также античник и профессор Принстона, но эллинист - Майкл Флауэр.
Автор монографии Ancestor Masks and Aristocratic Power in Roman Culture (Oxford, 1996, paperback 1999). В 2006 опубликовала The Art of Forgetting: Disgrace and Oblivion in Roman Political Culture (Chapel Hill, NC, paperback 2011). В 2010 вышла ее Roman Republics (Princeton, paperback 2011) {Рец. Alexander Yakobson}. В 2014 году вышло второе, расширенное издание The Cambridge Companion to the Roman Republic — спустя десять лет после редактирования Г. Флауэр первого издания.